# Ågård Frimenighedskirke
Ågård Frimenighedskirke er en grundtvigsk evangelisk luthersk frimenighedskirke i den sydøstjyske by Ågård.
Oprettelsen af menigheden fandt sted i efterdønningerne af den folkelige grundtvigske vækkelse, som havde rejst sig fra midten af 1800-tallet. I den lokale sognekirke i Øster Starup var forkyndelsen præget af det indre missionske, men efterhånden var der flere og flere på egnen, som søgte et andet bibelsyn. Derfor blev der indgået det kompromis, at der blev ansat en grundtvigsk hjælpepræst til den missionske sognepræst i Øster Starup. Så kunne sognebørnene selv vælge, hvilken præst de ville høre om søndagen.

## Galeri
- Brückerstuen et lokalt samlingssted
- Ågård Frimenighedskirke med alterparti af Harald Borre 1953

## Præster ved Ågård Frimenighed
- Georg Valdemar Brücker 1887-1929
- Karl Nielsen 1929-1930
- Otto Helms 1930-1938
- Richard Andersen 1939-1954
- Erik Staffeldt 1955-1970
- Gunhild Krøigaard 1970-1976
- Gunnar Kasper Hansen 1976-1991
- Hasse Neldeberg Jørgensen 1991-1997
- Henrik Jensen 1997 -